# Jak wykończyć panią T.?
Jak wykończyć panią T.? (ang. Teaching Mrs. Tingle) – amerykański film fabularny (czarna komedia).

## Fabuła
Leigh Ann Watson (Katie Holmes) jest młodą i zdolną uczennicą. Liczy, że zdobędzie stypendium, które otworzy jej drogę na uniwersytet. Pewnego dnia kolega, Luke (Barry Watson), podsuwa jej odpowiedzi na egzamin maturalny. Przyłapuje ich na tym sroga nauczycielka, pani Tingle (Helen Mirren), która nie lubi Leigh Ann. Postanawia natychmiast zawiadomić dyrektora, że dziewczyna posiadała ściągi, ale ponieważ nie ma go, decyduje się pójść do niego następnego dnia. Leigh Ann wybiera się z Lukiem i przyjaciółką, Jo Lynn Jordan (Marisa Coughlan), do pani Tingle, aby wszystko wyjaśnić. Zdarza się wypadek.

## Obsada
- Helen Mirren – pani Tingle
- Katie Holmes – Leigh Ann Watson
- Barry Watson – Luke Churner
- Marisa Coughlan – Jo Lynn Jordan
- Liz Stauber – Trudie Tucker
- Jeffrey Tambor – nauczyciel WF-u
- Lesley Ann Warren – Faye Watson, matka Leigh Ann
- Molly Ringwald – panna Banks, szkolna sekretarka
- Michael McKean – dyrektor Potter
- Vivica A. Fox – panna Gold
- John Patrick White – Brian Berry